# Stefan Persson (skådespelare)
Peter Stefan Persson, född 24 juni 1946 i Karlstad, är en svensk skådespelare. 
Persson studerade vid Statens scenskola i Göteborg. 1973–1984 tillhörde han Norrköping-Linköping stadsteaters fasta ensemble.

## Filmografi
- 1979 – I frid och värdighet

## Teater

### Roller (ej komplett)
| År   | Roll         | Produktion | Regi                 | Teater                           |
| ---- | ------------ | --- | -------------------- | -------------------------------- |
| 1973 |              | Klump i magen Christina Andersson och Claes Andersson                                                                                  | Mårten Harrie        | Norrköping-Linköping stadsteater |
| 1973 | Mumintrollet | Mumintroll i kulisserna Tove Jansson och Erna Tauro                                                                                    | Leif Magnusson       | Norrköping-Linköping stadsteater |
| 1974 | Cléante      | Den girige Molière | Göran Sarring        | Norrköping-Linköping stadsteater |
| 1974 | Blomman      | Bellman, Blomman, Baby och Bruden Gösta Bredefeldt, Lars Hansson, Lise-Lotte Nilsson, Suzanne Osten, Lena Söderblom och Gunnar Edander | Göran Sarring        | Norrköping-Linköping stadsteater |
| 1974 |              | Som smort Johan Bargum och Henrik Otto Donner                                                                                          | John Zacharias       | Norrköping-Linköping stadsteater |
| 1974 |              | Drömmen om Balder Kaj Nissen | Mårten Harrie        | Norrköping-Linköping stadsteater |
| 1975 |              | Förlåt Bellman Svend Bunch | Svend Bunch          | Norrköping-Linköping stadsteater |
| 1975 |              | Den röda näsan Christian Tomner och Torsten Letser                                                                                     | Christian Tomner     | Norrköping-Linköping stadsteater |
| 1975 | Sonen        | Leka med elden August Strindberg | Brigitte Ornstein    | Norrköping-Linköping stadsteater |
| 1975 |              | Skälmen från Bokhara Leonid Solovjev                                                                                                   | Göran Sarring        | Norrköping-Linköping stadsteater |
| 1975 |              | Glasblåsarns barn Maria Gripe | Göran Sarring        | Norrköping-Linköping stadsteater |
| 1976 |              | Den röda draken Alfred Bradley | Margreth Weivers     | Norrköping-Linköping stadsteater |
| 1976 | Medvedjenko  | Måsen Anton Tjechov | Brigitte Ornstein    | Norrköping-Linköping stadsteater |
| 1976 |              | Den goda människan från Sezuan Bertolt Brecht och Paul Dessau                                                                          | Lars Gerhard Norberg | Norrköping-Linköping stadsteater |
| 1977 | Petter       | Romeo och Julia William Shakespeare | Hans Elfvin          | Norrköping-Linköping stadsteater |
| 1977 | Love         | Söndagpromenaden Lars Forssell | Lars Gerhard Norberg | Norrköping-Linköping stadsteater |